# 高坂四郎左衛門
高坂 四郎左衛門（こうさか しろうさえもん、生没年不詳）は、15世紀後半に加越国境地帯の砂子坂を拠点とした武士。文明年間ころに砂子坂道場や二俣坊といった初期真宗寺院の外護者となったことで知られる。また、「田屋川原の戦い」において越中一向一揆勢の勝利に大きく貢献した「坊坂四郎左衛門」と同一人物とする説もある。

## 概要

### 出自

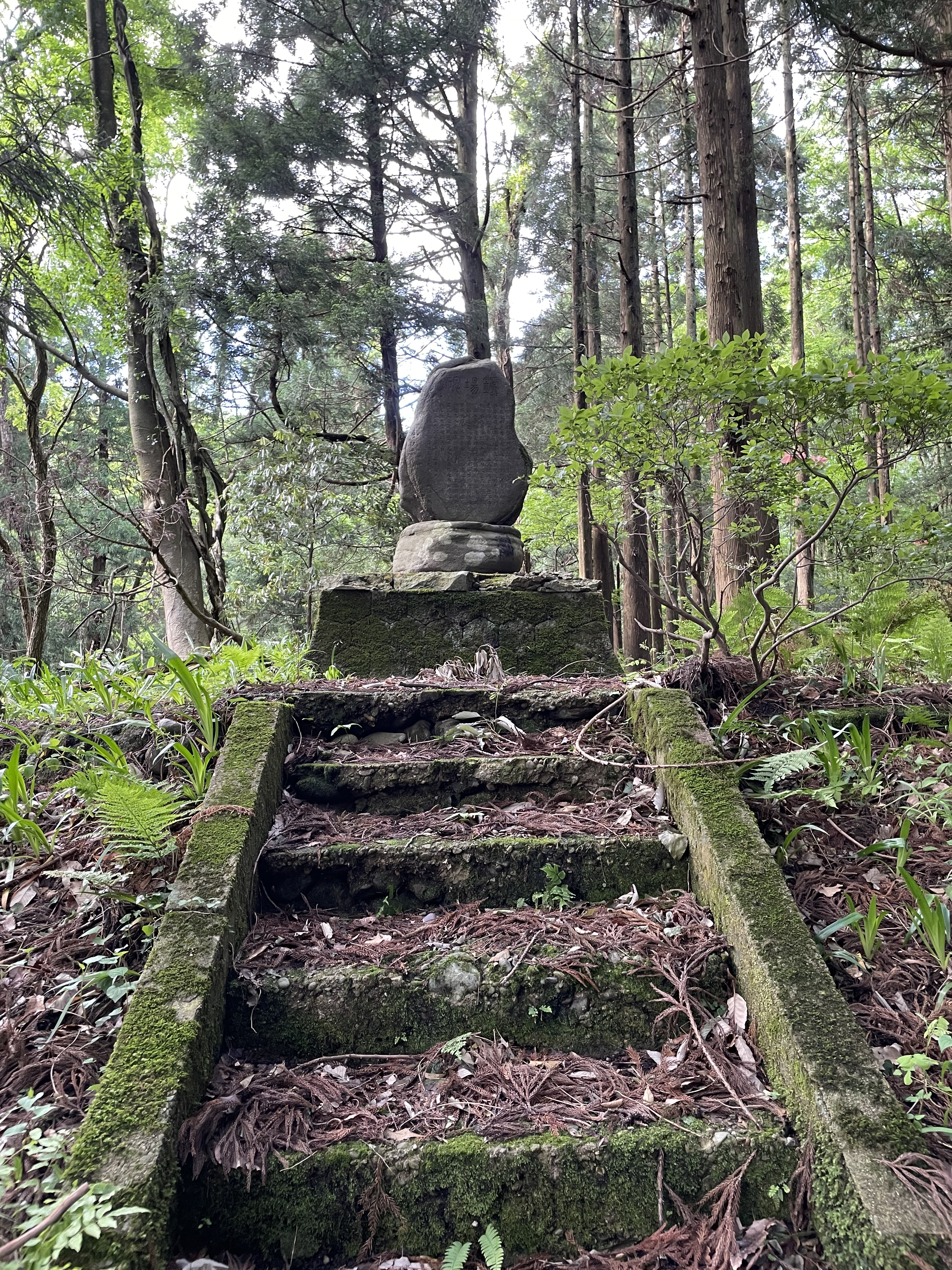
砂子坂のたたら場跡

『光徳寺縁起』によると、高坂氏は倶利伽羅合戦の落ち武者である高坂四郎左衛門の末裔であったとされる。高坂氏については『松扉山本泉寺系譜』にも言及があり、玄秀が入る前の二俣坊は谷新保の高坂定賢所縁の時宗に預けられていたという。また、『朝倉始末記』に「河北勢、山一番・里一番ノ衆・上坂・石黒」という記述があり、この「上坂」も高坂氏を指すと考えられる。これは、『闘諍記』において坊坂四郎左衛門が「石黒家分」とされるのとも合致しており、高坂氏は石黒氏所縁の一族として加越国境地帯に居住していたようである。
光徳寺の由緒によると、文明年間に加賀井家荘砂子坂に高坂四郎左衛門という武勇を知られた武士がいたとされる。現在も砂子坂集落にはタタラ場跡が残ることや、後述する本尊を砂子坂で鋳造したとの逸話から、高坂氏は中世鉱業民の指導者であったと推定される。文明年間に高坂四郎左衛門は子がいなかったことにより、舎弟の高坂治部卿を後嗣としたという。高坂治部卿は吉崎滞在中の蓮如に教えを受けて道乗という法名を名乗り、やがて砂子坂に道場を開いた。後に砂子坂道場を訪れた本願寺8代蓮如は本願寺血族の蓮真を砂子坂に入れ、この蓮真の後裔から城端別院善徳寺が興ることとなる。一方、蓮真の後裔が離れた後も砂子坂に残った高坂治部卿＝道乗の後裔が光徳寺を興し、後に砂子坂道場が炎上すると石黒郷法林寺村に移り、現代まで続いている。
総じて、文明年間中の高坂四郎左衛門は瑞泉寺・本泉寺・土山御坊の三カ寺を兼ねた蓮乗の後ろ盾であったと推定され、蓮鋼の後ろ盾となった松任本誓寺、蓮誓の後ろ盾となった杉浦万兵衛と同じような立場にあったと推測される。

### 田屋川原の戦い

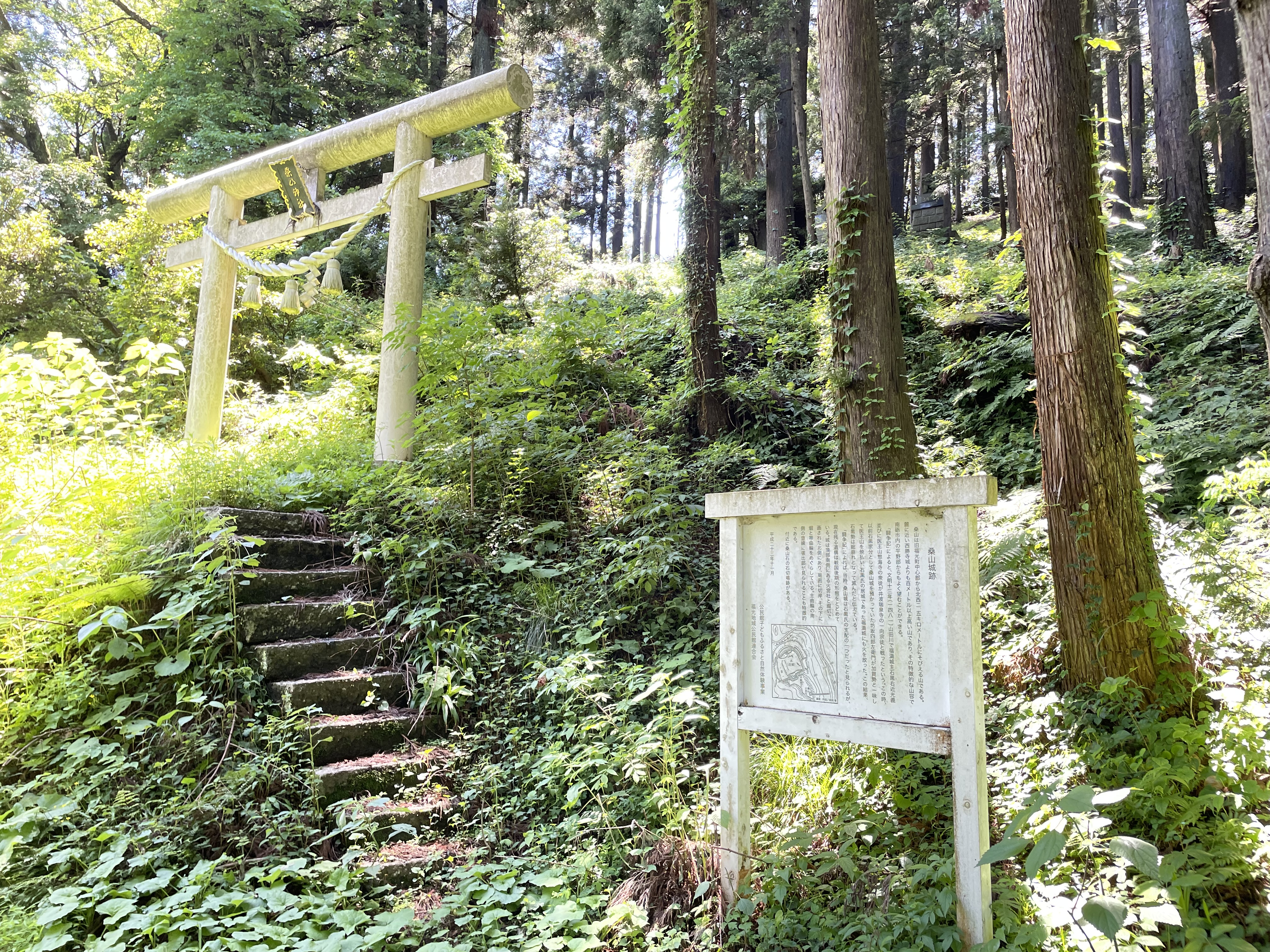
桑山城跡

文明13年（1481年）、加賀守護の富樫政親は真宗門徒の急増に危機感を抱き、砺波郡福光城主の石黒光義に越中一向一揆の中心地である井波瑞泉寺討伐を依頼した。これを受けて石黒光義は医王山惣海寺の僧兵とともに出陣し、一向一揆軍と田屋川原で激突した（田屋川原の戦い）。この時、『闘諍記』によると本泉寺や土山御坊といった近隣の真宗寺院は中立の立場を保っていたが、「石黒家分として桑山城を預かっていたが、仔細あって城を退去した坊坂四郎左衛門」なる人物が土山に寄寓していた。坊坂四郎左衛門は戦況を聞くと加勢に来た加賀湯涌谷衆2千人余りを先導し、福光城と惣海寺を焼き討ちすることによって一向一揆軍の勝利を決定づけたという。『闘諍記』の伝える「坊坂四郎左衛門」は加越国境地帯を拠点とする点、浄土真宗の外護者であった点で高坂四郎左衛門と共通しており、両者は同一人物であったと推定されている。
高坂氏が住職を務める光徳寺には光闡坊（蓮誓）に対する蓮如真筆（南砺市指定文化財）が残っているが、これは「田屋川原の戦い」で当時土山御坊にいた蓮誓と坊坂（高坂）四郎左衛門が連携していたことが背景にあると考えられる。書状は蓮誓の「祝言之事」について触れているが、蓮誓の第一子蓮能は文明13年生まれであり、蓮誓の祝言はまさに「田屋川原の戦い」の直前頃であったことも、上述の推測を裏付ける。また、文明14年には山科本願寺の大門立柱式があり、祝いとして蓮誓が献上した金子に対する礼状と見なす説もあるが、いずれにせよ「田屋川原の戦い」の前後のこととなる。

## 一族

### 高坂定賢
『光徳寺縁起』には（恐らくは嘉吉の乱を機に）帰京しようとする如乗を、二俣で谷新保の高坂定賢と田島村の番頭右衛門が引き留め、二俣本泉寺が開かれることになったという逸話が伝えられている。この高坂定賢も、高坂四郎左衛門と同族の人物であったと見られる。一方、二俣に逃れた蓮実を外護者となったのが砂子坂の土豪高坂氏であった。

### 高坂治部卿
上述したように、蓮如の教えを受けて道乗を名乗り、光徳寺を開いた。現在に至るまで光徳寺の住職は道乗の子孫である高坂氏が務めている。光徳寺所蔵『文禄三年砂子坂末寺之覚帳』によると、文禄3年（1594年）までに砂子坂道場は法林寺・山本・岩木・三屋などに末寺を増やしていることがわかるが、これらの地域はいわゆる「石黒郷」に属している。かつて福光石黒家の支配下にあった石黒郷は、石黒家庶流の高坂氏=砂子坂道場によって掌握されたようである。現代に至るまで光徳寺の住職は高坂氏が代々務めており、1940年代には当時の住職が疎開してきた棟方志功と親交を深めたことが知られている。